# Palatino (Regno d'Ungheria)
Il Palatino (in latino palatinus da palatium (palazzo imperiale o corte imperiale), in ungherese nádorispán/nádor, in slovacco nádvorný župan/nádvorný špán, in tedesco palatin) era il più alto dignitario del Regno d'Ungheria dopo il Re (una sorta di primo ministro e giudice supremo). 
Inizialmente era considerato un rappresentante del re, successivamente un vice-re. Il Palatino nei primi tempi veniva nominato dal re stesso, successivamente fu eletto dalla Dieta del Regno d'Ungheria.
Il titolo di Palatino venne abolito nel 1848.

## Storia

### Il titolo nel medioevo
Gli Ungari si stanziarono nel bacino dei Carpazi attorno all'896.
Inizialmente il Palatino era un capo (amministratore, dirigente) della curia regis (corte reale, in termine di persone ed istituzione); egli era responsabile delle funzioni della corte, della sua economia e dell'ordine interno. Dal 1002 in poi, si è constatato che tale carica venne ricoperta essenzialmente da rappresentanti dell'alta nobiltà ungherese. Da quella data, inoltre, il Palatino divenne anche responsabile del mantenimento delle proprietà regie in Ungheria, così come della proprietà dei contadini e dei lavoratori che prestavano servizi alla corte ed alle sue dipendenze.
Dal XII secolo, il Palatino fu anche un rappresentante del re nei suoi affari giudiziari. Egli era infatti giudice per tutte le persone libere (aristocratici, servientes regis, hospites e proprietari terrieri), ed in particolare egli era giudice dei nobili che si trovavano fuori dalla capitale ungherese.
Dal 1200, col crescere delle sue funzioni, il Palatino venne infeudato di molte contee, godendo anche di un terzo delle tasse di tali territori. Dal XIII secolo la sua sede venne stabilita ufficialmente a Budapest, dove divenne anche giudice della media nobiltà, ma nel 1222 i nobili vennero già esentati dalla sua giurisdizione, rispondendo direttamente al re.
Fu solo con la Dieta ungherese del 1455 e quella del 1456 che venne emanato il decreto col quale "de officio" il Palatino veniva autorizzato a fregiarsi del ruolo di rappresentante del re.

### Il titolo in età moderna
Dal 1485 il Palatino ottenne quindi il ruolo di Viceré d'Ungheria, anche se le sue funzioni divennero rilevanti solo a partire dal 1526 quando egli venne posto anche al comando delle armate reali, acquisendo anche il compito di presiedere il parlamento qualora il re fosse assente (il che fu un fatto comune da quanto l'Ungheria ricadde sotto il dominio degli Asburgo d'Austria), col ruolo di agire anche da reggente del regno qualora il re non si trovasse in età adatta a succedere al trono.
Dal 1526 gli Asburgo divennero reggenti del regno d'Ungheria ma dal momento che gli scontri con l'Impero Ottomano per il possesso dell'area erano ancora molto forti, si ritenne sicuro porre la vicereggenza ungherese al di fuori dei confini del paese, prima a Praga e poi direttamente a Vienna. Nel 1526, inoltre, la carica di Palatino venne conferita sempre "a vita" il che garantiva all'insignito un vitalizio duraturo ed un ruolo sempre più rilevante. Fu così che nel 1527, il Palatino István Báthory creò un consiglio di vicereggenza palatino (una specie di parlamento del viceré con sede a Pozsony, l'attuale Bratislava), comprendendo molti nobili e altri rappresentanti del governo. Nel 1608, infine, dato lo strapotere dei palatini, la carica di viceré e palatino vennero separate e nel 1673 venne anche abolito il consiglio di vicereggenza, che però venne ripristinato nel 1723.
La carica continuò nei secoli sino al 1848 quando la carica di Palatino divenne solo una funzione puramente simbolica ed onorifica dal momento che, con la rivoluzione ungherese, il suo ruolo di comando effettivo venne meno. Fu solo nel 1918 con il crollo della monarchia asburgica, che il ruolo di Palatino venne ufficialmente abolito.

## Periodo monarchico (895-1301)
XI secolo
- 1041-1044: Samuele Aba
- 1055-1057: Zache
- 1057-1066: Rado
- 1066-1067: Ottone Győr
- 1067-1075: Rodoan
- 1075-1091: Gyula
- 1091-1094: Pietro
- 1094-1108: Gyula

XII secolo
- 1108-1113: Giovanni
- 1131-1138: Fancsal
- 1146-1157: Beloš Vukanović
- 1162-1164: Héder
- 1164-1176: Ampud
- 1177-1183: Farkas Gatal
- 1184-1185: Dionigi
- 1185-1186: Tommaso
- 1192-1193: Mog
- 1197-1198: Esaù
- 1198-1199: Mog
- 1199-1201: Mika Ják

XIII secolo
- 1202-1204: Benedetto
- 1205-1206: Nicola
- 1206: Mog
- 1206-1209: Csépán Győr
- 1209-1212: Pat Győr
- 1212-1213: Bánk Bár-Kalán
- 1213-1214: Nicola
- 1215-1217: Giulio I Kán
- 1219-1222: Nicola Szák
- 1222: Teodoro Csanád
- 1222-1226: Giulio I Kán
- 1226-1227: Nicola Szák
- 1227-1229: Dionigi, figlio di Ampud
- 1229-1230: Mojs I
- 1231-1234: Dionigi, figlio di Ampud
- 1235-1241: Dionigi Tomaj
- 1242: Arnoldo II Hahót
- 1242-1245: Ladislao I Kán
- 1245-1246: Dionigi Türje
- 1246-1248: Stefano I Gutkeled
- 1248: Dionigi Türje
- 1248-1260: Rolando I Rátót
- 1260-1267: Enrico I Kőszegi
- 1267-1270: Lőrinc
- 1268: Benedek
- 1270-1272: Mojš
- 1272: Lőrinc
- 1273-1274: Dénes
- 1273: Lőrinc
- 1275-1276: Péter
- 1275: Kőszegi Miklós
- 1276-1277: Kőszegi Miklós
- 1277: Péter
- 1277-1278: Dénes
- 1278: Péter
- 1278-1280: Máté
- 1280-1281: Finta
- 1281-1282: Kőszegi Iván
- 1282-1284: Máté
- 1284-1286: Kőszegi Miklós
- 1286-1287: Makján
- 1287-1288: Kőszegi Iván
- 1288-1289: Aba Amadé
- 1289-1290: Kőszegi Miklós
- 1289 Rénold
- 1290-1291: Aba Amadé
- 1290: Mizse
- 1291-1293: Mihály
- 1291: Kőszegi Miklós
- 1293-1295: Kőszegi Miklós
- 1293: Aba Amadé
- 1295-1296: Aba Amadé
- 1296-1297: Csák Máté
- 1297-1298: Aba Amadé
- 1298-1299: Apor
- 1298: Lóránd
- 1299-1301: Aba Amadé

## Interregno (1301-1310)
- 1301-1310: Máté
- 1301–1308: Kőszegi Iván
- 1303–1310: Aba Amadé
- 1303–1307: István
- 1303–1307: Lóránd
- 1304: Apor
- 1305–1310: Kopasz Jakab

## Monarchia angioina (1322-1392)
- 1322–1327: Fülöp
- 1328-1333: János
- 1333–1342: Vilmos
- 1342–1356: Miklós
- 1356–1367: Miklós
- 1372–1375: Imre I
- 1375–1385: Miklós V
- 1385–1387: Miklós VI
- 1387–1392: Laczkfi V István

## Monarchia imperiale (1392-1530)
Il Regno d'Ungheria passò per matrimonio dalla casata degli Angiò ed entrò a far parte dei domini imperiali.
- 1392–1397: Leusták Ilsvai
- 1397-1402: Detre Bebek
- 1402–1433: Miklós VII Garai
- 1435–1437: Máté III Pálóczy
- 1437–1447: Lőrinc II Hédervári
- 1447–1458: László III Garai
- 1458–1484: Mihály III Ország Guthi
- 1486–1487: Imre II Szapolyai
- 1492–1499: István VI Szapolyai
- 1500–1503: Péter III Gereb
- 1504–1519: Imre III Perényi
- 1519–1523: István VII Báthory
- 1524–1525: István VII Báthory
- 1526–1530: István VII Báthory
- 1525–1526: István VIII Werbőczy

## Monarchia asburgica (1530-1848)
Con l'ereditarietà della corona imperiale agli Asburgo, anche la corona d'Ungheria passò sotto i domini diretti dell'Austria. Negli anni in cui non vengono riportati i palatini, la reggenza del Palatinato è detenuta direttamente dall'Imperatore in carica.
- 1530-1533: János IV Bánffy

nessun Palatino (1533–1554)
- 1554-1562: Tamás III Nádasdy

nessun Palatino (1562-1608)
- 1608-1609: István IX Illésházy
- 1609-1616: György Thurzó
- 1622-1625: Szaniszló Thurzó
- 1625-1635: Miklós VIII Esterházy
- 1646-1648: János V Draskovics
- 1649-1654: Pál III Pálffy
- 1655–1667: Ferenc Wesselényi

nessun Palatino (1667-1681)
- 1681-1713: Pál IV Esterházy
- 1714-1732: Miklós IX Pálffy

nessun Palatino (1732–1741)
- 1741-1751: János VI Pálffy
- 1751-1765: Lajos Batthyány

nessun Palatino (1765-1790)
- 1790-1795: Alessandro Leopoldo d'Asburgo-Lorena
- 1796-1847: Giuseppe Antonio Giovanni d'Asburgo-Lorena
- 1847-1848: Stefano Francesco Vittorio d'Asburgo-Lorena